# The City (Buckinghamshire)
The City – osada w Anglii, w hrabstwie Buckinghamshire. Leży 17,6 km od miasta Aylesbury, 38,4 km od miasta Buckingham i 56,4 km od Londynu. W 2015 miejscowość liczyła 524 mieszkańców.